# NGC 7363
NGC 7363 је спирална галаксија у сазвежђу Пегаз која се налази на NGC листи објеката дубоког неба.
Деклинација објекта је + 33° 59' 55" а ректасцензија 22h 43m 18,5s. Привидна величина (магнитуда) објекта NGC 7363 износи 13,8 а фотографска магнитуда 14,5. Налази се на удаљености од 14,2000 милиона парсека од Сунца. NGC 7363 је још познат и под ознакама MCG 6-49-78, CGCG 514-102, IRAS 22409+3344, PGC 69580.